# Купросклодовськіт
Купросклодовські́т — мінерал, водний силікат уранілу та міді. Мідістий аналог склодовськіту, названого на честь Марії Склодовської-Кюрі.

## Загальний опис
Хімічна формула: Cu(UO2)2Si2O6(OH)2х5H2O.
Містить (%): CuO — 9,04; UO3 — 65,03; SiO2 — 13,65; H2O — 12,28.
Сингонія триклінна або ромбічна.
Голчасті кристали блідо-зеленого або фісташково-зеленого кольору.
Утворюється у приповерхневій зоні окиснення уранових родовищ.
Рідкісний. Дуже радіоактивний.
Знайдений в районі Великого Ведмежого озера (Канада) у вигляді вторинного мінералу в асоціації з казолітом і скупітом.
Вперше знайдений у 1933 р. в провінції Шаба (Конго). Відомий також в Чехії.
Другорядна руда урану.